# Patada giratoria

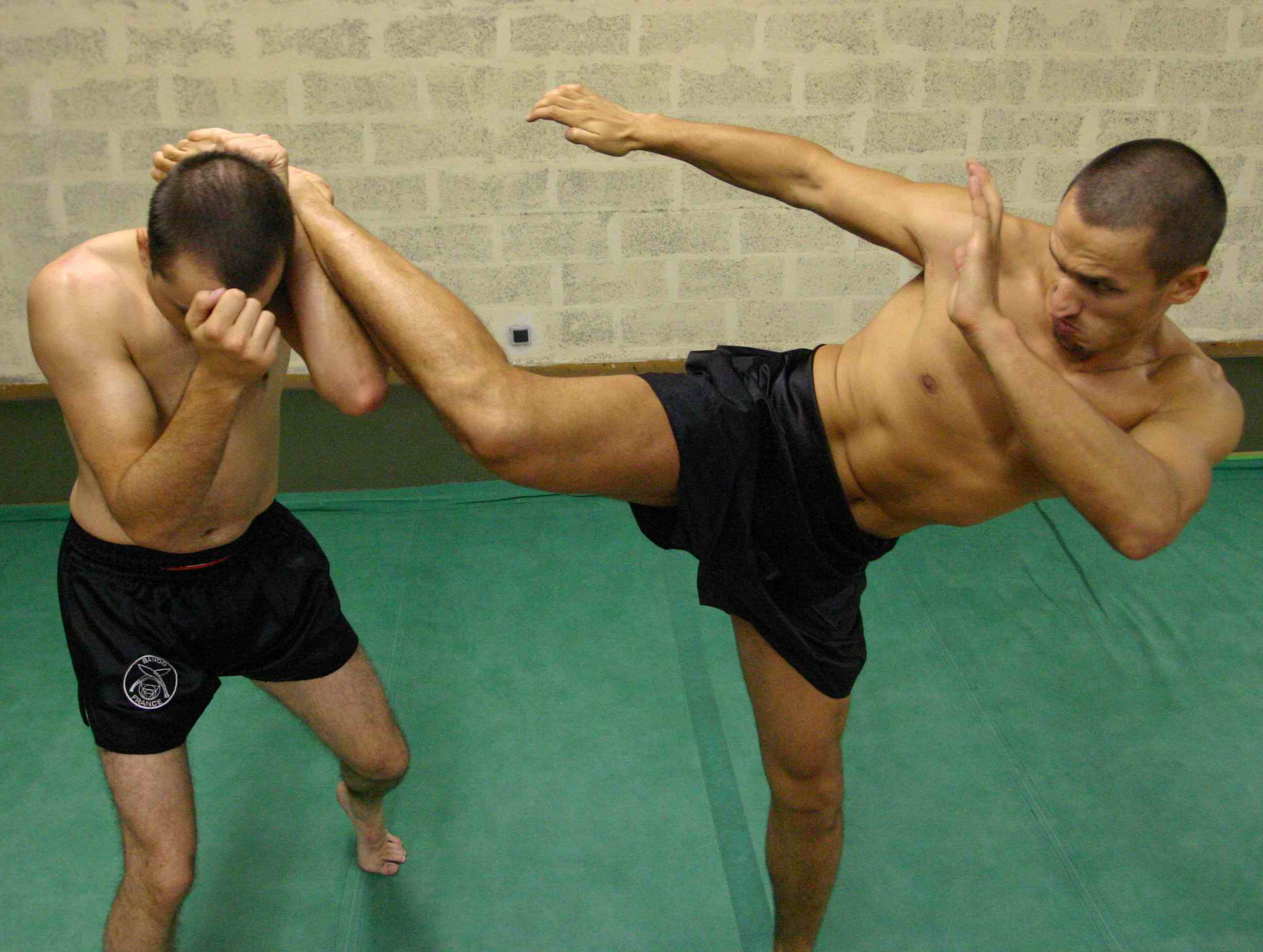
Patada giratoria en la cabeza

Una patada giratoria,  o circular (en inglés: roundhouse kick; en japonés: 回し蹴り, romanizado: mawashi geri) es una patada en la que el practicante levanta la rodilla de la pierna pateadora hacia el objetivo a golpear, mientras gira la cadera pivoteando a su vez el pie de apoyo sobre la bola del pie -conjuntamente y en la misma dirección de la cadera- en un movimiento semicircular,  extendiendo con violencia la pierna y pudiendo golpear el objetivo con el empeine, la espinilla o la almohadilla de la base de los dedos del pie. Originaria del Boxeo Francés o Savate donde es conocida como fouette -fuete- y es ejecutada golpeando con la punta de la bota usada en ese arte, se extendió en las artes marciales orientales por la influencia francesa en el ejército imperial japonés, donde se mantuvo el método de pateo francés hasta que Gigo Funakoshi -hijo de Gichin Funakoshi, fundador del
Karate estilo Shotokan- lo aprendió cuando estuvo en el ejército japonés, incorporándose gracias a él la patada giratoria al repertorio del Karate con posterioridad,  así como la patada circular reversa, la patada de gancho, la patada lateral y los giros o tournants -popularizados estos últimos por las películas de artes marciales orientales- mismas que ya se encontraban en el repertorio del Savate desde un siglo antes, como lo constatan diversos grabados, daguerrotipos, fotografías y cortometrajes. 
Esta técnica tiene muchas variaciones basadas en la distancia, el movimiento de la pierna, la parte de la pierna usada y la altura.

## Karate
El karate tiene muchos métodos diferentes de patada giratoria (Mawashi Geri). El método normal consistía en elevar la rodilla y girar rápidamente la cadera para extender la pierna y lanzar un ataque con ella. Esta forma de uso se creía más efectiva y menos peligrosa que otros métodos.
Con el tiempo, algunos dojos de karate han practicado patadas giratorias con la espinilla, mientras que usan el empeine sólo cuando es necesaria más seguridad.
Hoy en día se realiza más la llamada patada giratoria cortante (Cutting roundhouse kick), que es cuando el karateka eleva la pierna más alta que el blanco y la bajan en un movimiento descendente cortante. Esto es considerado por los profesionales como un método muy efectivo aplicado contra el muslo.

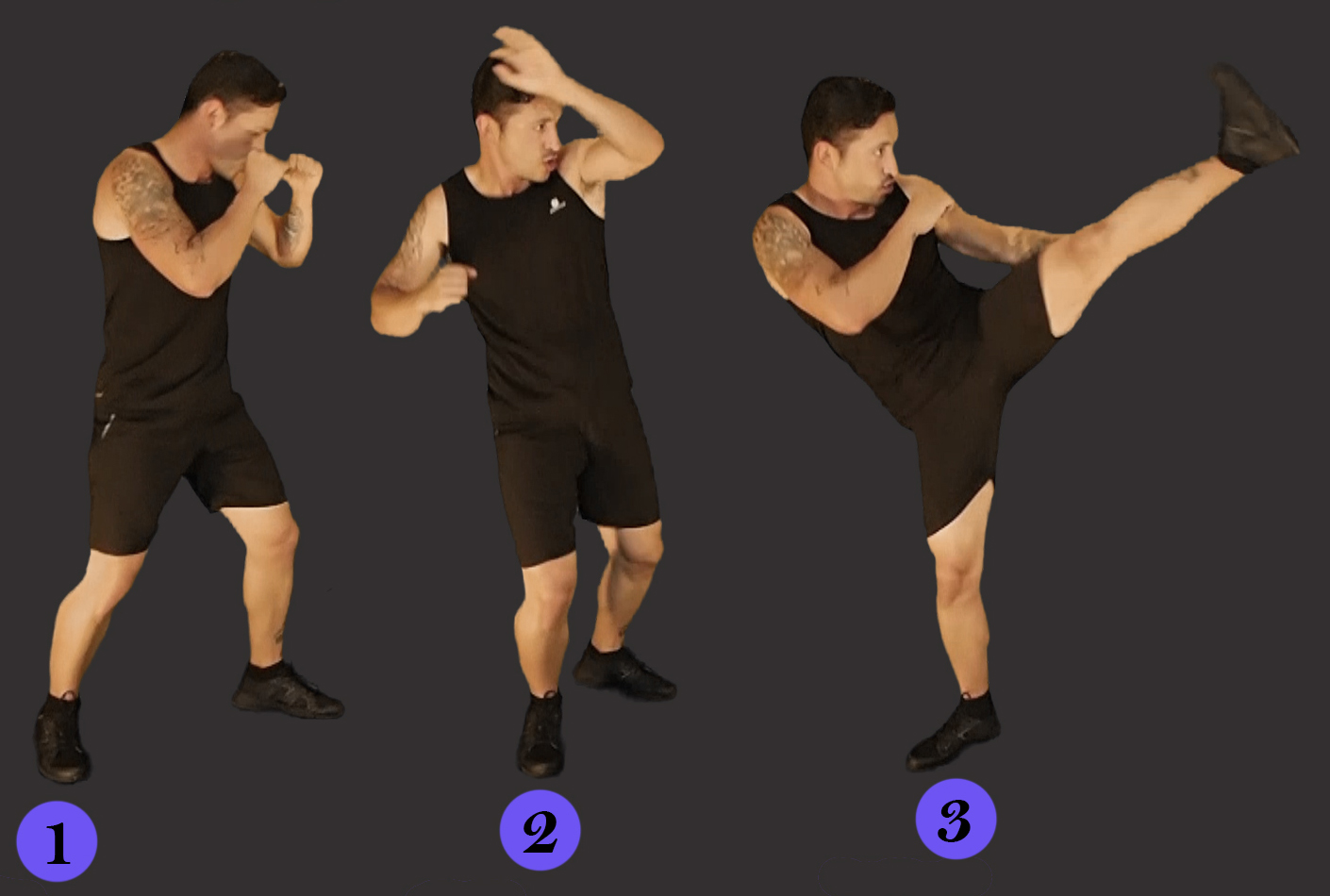
Descripción de una patada circular alta

## Muay Thai

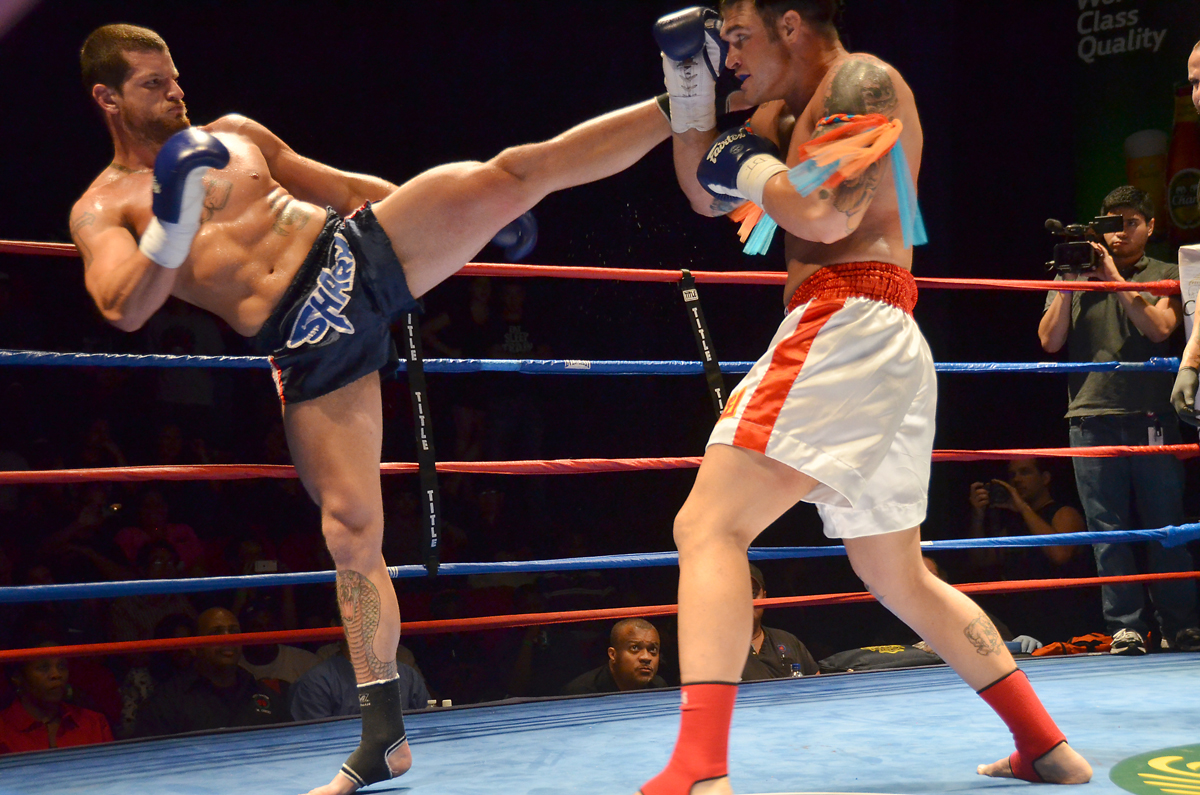
Un competidor de Muay Thai intenta una patada pero su oponente la bloquea.

Como con muchas otras técnicas de Muay Thai, la patada giratoria ha ganado gran popularidad debido a su amplio uso en las competiciones de artes marciales mixtas (MMA) debido a su eficacia para infligir daño al oponente; una patada giratoria bien ejecutada ha sido comparada por los expertos como el impacto de un bate de béisbol. Más occidental de Muay Tailandés clubes y los profesionales de evitar la patada giratoria plazo, en lugar utilizando el ángulo de tiro largo plazo (o lado-ángulo de tiro y, ocasionalmente, el aumento de patada). 
La patada circular (o angular) de Muay Thai se usa generalmente en varios niveles (bajo, medio, alto) para infligir daño en diferentes partes del cuerpo del oponente. Las patadas bajas (o de punto bajo) generalmente apuntan al muslo justo por encima de la articulación de la rodilla con el propósito de debilitar la pierna, limitar la movilidad del oponente, reducir su capacidad de usarla para patadas contundentes o potencialmente hacer que no pueda pararse sobre la pierna por completo. A los profesionales de Muay Thai se les enseña a golpear repetidamente el mismo punto en el muslo para aumentar el efecto acumulativo de las patadas bajo como un producto partido. Algunos campamentos de Tailandia hacen hincapié en la orientación de la cara interna del muslo para comprimir la arteria femoral y al impacto de la oponente debilitando su capacidad de combate. Medio (punto medio o medio-sección) patadas centrará en la zona por encima del hueso de la cadera y puede dañar las costillas del oponente y el hígado. De alto (o punto culminante) patadas meta la cabeza del oponente o el cuello y han sido responsables de numerosos golpes de gracia en la competencia. Algunos campamentos de Tailandia hincapié en la orientación del lado del cuello con el ángulo de corte de alta patada por debajo de su punto más alto para comprimir la arteria carótida y de choque para el oponente debilitando su capacidad de lucha o noquearlo. 
Hay varios rasgos que dan a la casa de máquinas de Muay Tailandés una sensación muy diferente a mirar. La diferencia metodológica principal es que las caderas se rotan en el tiro con el fin de transmitir más momento de inercia en el tiro, y los músculos abdominales están fuertemente reclutados en el acto de la rotación. En lugar de un saque de romperse, la acción combinada de las piernas y las caderas se crea una falta que es mucho más dedicada a su impulso. La persona que entrega el retroceso también se levantará en la bola del pie mientras se inicia, principalmente para permitir una mayor giro / velocidad de giro, y aumento de potencia. Muay Tailandés patadas circulares uso de la espinilla para hacer contacto con el blanco en lugar de la bola o el empeine del pie. Esto aumenta aún más la potencia de la patada, como la espinilla es más duradera que el pie. 
Prácticamente todos los campos de Muay Tailandés enseñan la patada con la pierna colocada con un sorprendente pasividad (sobre todo con la pierna doblada ligeramente, pero algunos de los campos de la enseñanza de que la rodilla debe estar cerrada excepto para cerrar rango de patadas) y no el eje de la parte inferior de la pierna en huelga alrededor de la rodilla se encuentra en la mayoría de las artes marciales. El poder es, en cambio enteramente creada por la rotación de la pierna de apoyo y las caderas; similar a la golpea con un bate de béisbol. 
La diferencia práctica es el objetivo de la patada. La patada giratoria estándar de karate o taekwondo golpea su objetivo con el empeine, pero en el Muay Thai se usa con frecuencia el impulso combinado del complemento y la velocidad de la pierna para ofrecer una patada más potente (aunque a costa de control, velocidad y penetración). Debido a que el golpe es ejecutado con tal potencia, un tiro perdido conlleva que el atacante gire 360 grados hasta su posición de partida o que pierda el equilibrio, ocasionando un posible contraataque de su rival.

## Taekwondo
La patada giratoria de taekwondo se realiza elevando una rodilla hacia arriba, del mismo modo que un gran número de patadas de taekwondo; esta posición común es usada para impedir que el oponente adivine qué tipo de patada será. Esto la diferencia con el Muay Thai y otras versiones, en las cuales se incorpora una rotación en el momento de levantar la rodilla. La rodilla se rota hasta que esté casi paralela al suelo (en sentido contrario del giro de la otra pierna) y su cadera correspondiente es rotada hacia el oponente. Este giro, combinado con el impulso de la pierna, hace que el poder del impacto recaiga sobre el empeine. 
Una patada similar es llamada fast kick. Para empezarla, la pierna es alzada verticalmente y se gira luego de la forma antes descrita. Este método fue usado en América por el luchador Bill Wallace, con el que logró un gran efecto. Este patada es generalmente más débil que la giratoria porque la cadera no gira tan lejos, pero es más rápida debido a que la pierna recorre una distancia menor.

## Wushu chino: sanshou/sanda
La variación de la "patada circular" o 鞭腿 que se encuentra en la parte de contacto total del sanshou/sanda del wushu chino impacta con el tobillo o el empeine.
Descripción:
- Levanta la rodilla y deja que el pie la siga.

- Pierna de pie: Gire la punta del pie, hasta que los dedos apunten en dirección opuesta al oponente.

- Patada: extiende la cadera y golpea al oponente con el empeine del pie estirado.

- Tira el pie hacia atrás en línea recta, de modo que tu oponente no pueda agarrar tu pierna.

## Nombre  en otras artes marciales
Un mismo movimiento o uno similar puede recibir diferentes nombres según el arte marcial
- Karate: Mawashi geri (回し蹴り)
- Muay Thai: Te Tat (เตะตัด); también conocida como " patada en ángulo ", " patada en ángulo lateral " o " patada ascendente "
- Lethwei: Wide Khat (ဝိုက်ခတ်)
- Capoeira: Martelo, o literalmente " martillo "
- Jeet Kune Do: O'ou tek o "patada de gancho"
- Taekwondo: Dollyŏ Chagi (돌려 차기), "Patada giratoria " o " Patada redonda "
- Kūdō: se llama mawashi Geri, pero se parece más a una patada de muay thai.

Savate: Fouetté o literalmente " látigo "
- Sanshou: Pinyin: Bian1 Tui3 Chino tradicional: 鞭腿
- Yaw-Yan: Toblis Paloob Pataas
- Kuk Sool Won:  Bahl Deung Cha Ki (발등 차기 - patada en el empeine)

## Referencias en la cultura popular

## Galeria

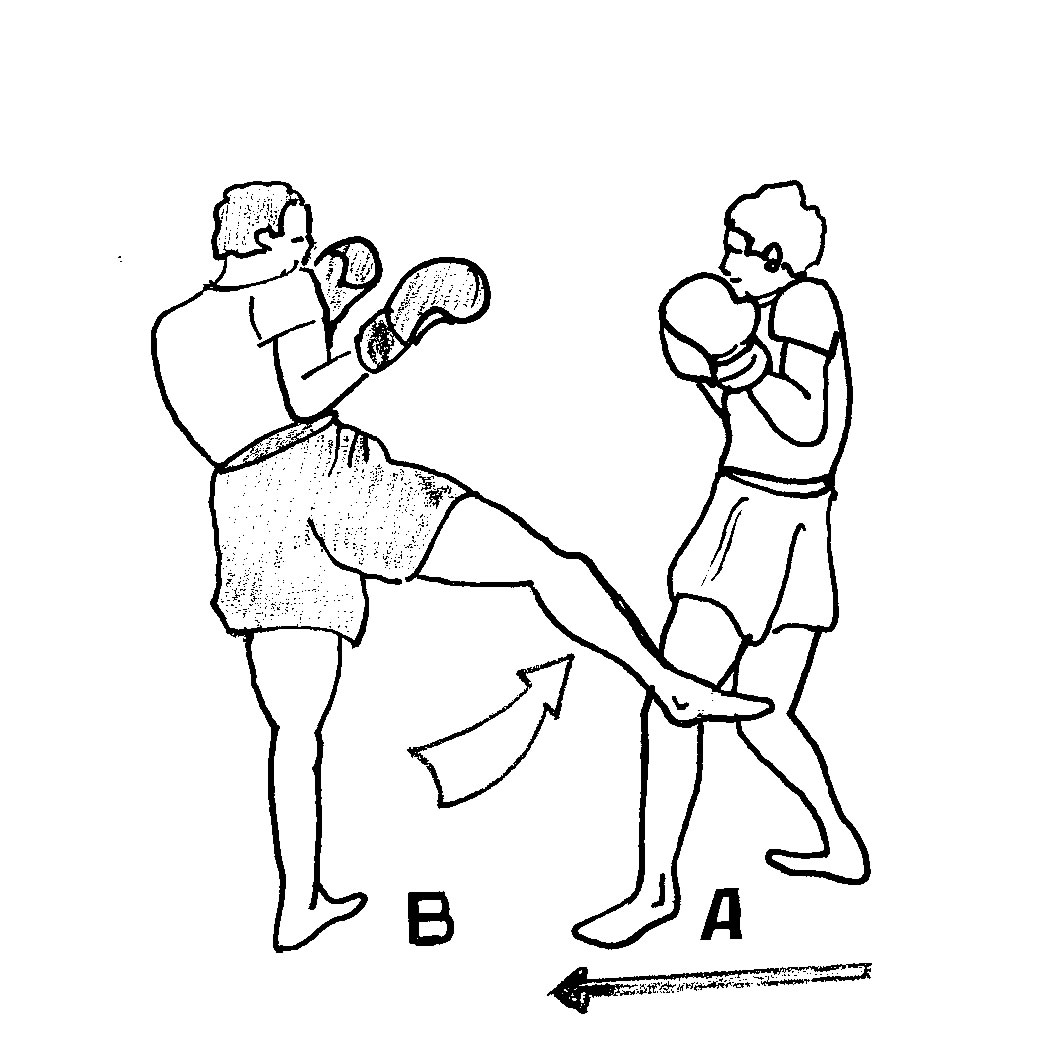
Patada baja afuera
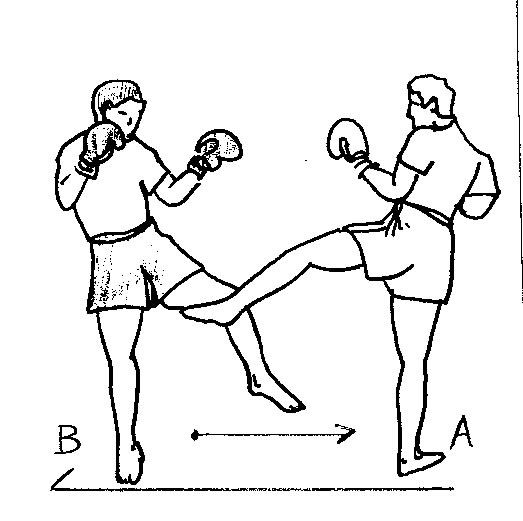
Patada baja por dentro
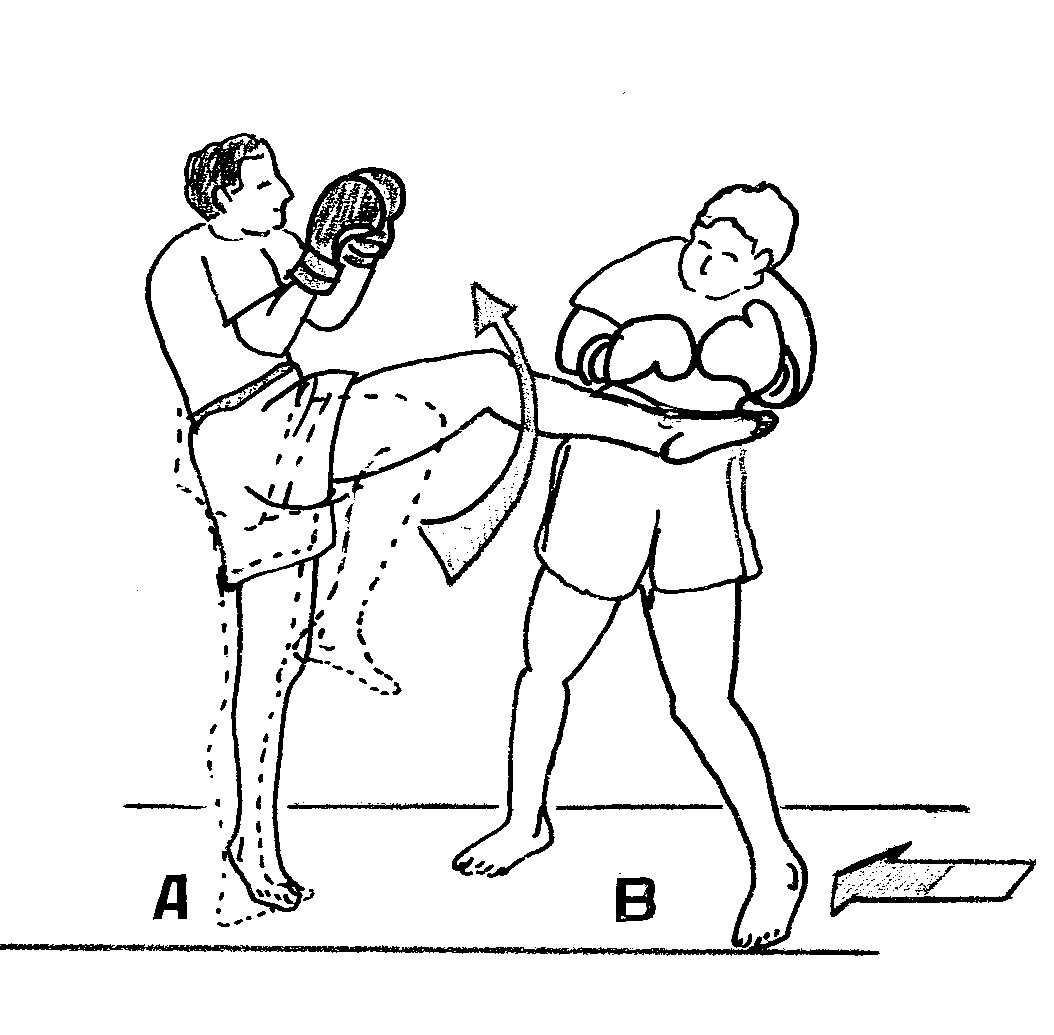
patada media
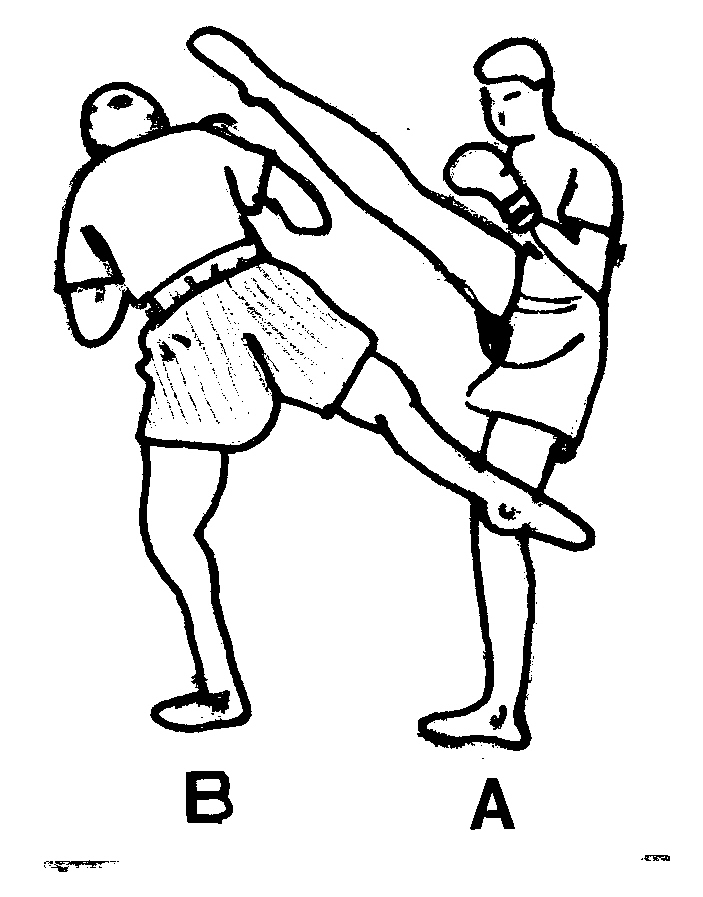
Contraataque de patada baja